# Черен гверек
Черният гверек (Colobus satanas), също черен колобус, е вид бозайник от семейство Коткоподобни маймуни (Cercopithecidae). Видът е световно застрашен, със статут уязвим.

## Разпространение и местообитание
Разпространен е в Габон, Екваториална Гвинея, Камерун и Република Конго.